# Državna cesta D76
Die Državna cesta D76 (kroatisch für Nationalstraße D76) ist eine Hauptstraße in Kroatien.

## Verlauf
Die Straße führt von Baška Voda rund 7 km nordwestlich von Makarska an der Državna cesta D8, der früheren Jadranska Magistrala, durch den im Jahr 2013 eröffneten, rund 4.250 m langen Sveti-Ilija-Tunnel durch das Biokovo-Gebirge, quert anschließend bei der Anschlussstelle Zagvozd die Autobahn Autocesta A1 und darauf die Državna cesta D62. Die D76 setzt sich weiter nach Nordosten nach Imotski fort und trifft dort auf die Državna cesta D60. Sie führt von Imotski weiter zum Grenzübergang Gornji Vinjani an der Grenze zu Bosnien und Herzegowina. Jenseits der Grenze wird sie von der bosnischen M 6-5 Richtung Ljubuški fortgesetzt.
Die Länge der Straße beträgt 28,3 km.